# On Your Mark
On Your Mark – piosenka japońskiego duetu rockowego Chage & Aska. W roku 1995 Hayao Miyazaki na prośbę artystów nakręcił trwający sześć i pół minuty animowany teledysk. Animacja nie posiada dialogów i ma zaburzoną chronologię zdarzeń - prezentowane są jakby kolejne alternatywne wersje wydarzeń, rozwijające się ku różnym zakończeniom.

## Opis fabuły
Animacja oparta jest na tekście piosenki. Teledysk opowiada historie dwóch mężczyzn którzy ratują młodą, uskrzydloną dziewczynę. Mimo wielu trudności nie mają zamiaru się poddać.
Animacja zaczyna się sceną ukazującą sielski krajobraz niewielkiego miasteczka. Nad zabudowaniami góruje największa niepokojąca i tajemnicza, cementowa budowla. Przez kadr przewija się znak ostrzegający przed wysoką radioaktywnością. Wraz z pierwszymi dźwiękami piosenki, scena zmienia się ukazując oddział policji lecący w pojazdach latających przez futurystyczne miasto. Szturmują oni wielopiętrowy budynek należący do sekty, strzelając do każdego napotkanego człowieka. Oddział antyterrorystów bez problemu przedziera się przez cały budynek opanowując go. Podczas przeszukiwania ciał dwóch policjantów natyka się na mała nieprzytomną dziewczynkę trzymaną tu w niewoli, leżącą wśród stosu odpadków. Z jej pleców wyrastają skrzydła.
Gdy piosenka dochodzi do pierwszego refrenu scena zmienia się. Widać dwójkę mężczyzn jadących samotnie kabrioletem po wiejskiej drodze. Podczas gdy jeden z nich prowadzi drugi pomaga wzlecieć dziewczynce z poprzedniej sceny w górę na swoich skrzydłach. Akcja z powrotem przenosi się do budynku sekty. Powtarza się scena z dwójką policjantów znajdujących dziewczynę. Zdejmują oni maski przeciwgazowe. Okazują się oni być mężczyznami z poprzedniej sceny. Wynoszą nieprzytomne dziecko i dają jej trochę wody. Wkrótce do zniszczonego budynku sekty przylatują ludzie w kombinezonach ochronnych i zabierają dziewczynkę. Dwójka mężczyzn nie może pogodzić się z zabraniem jej. Przygotowują się do odbicia dziewczyny. Jeden buduje urządzenie, które pomogłoby im się włamać do budynku w którym ją trzymają, podczas gdy drugi pracuje przy komputerze.
Dwójka mężczyzn przebranych w kombinezony ochronne dostaje się do miejsca w którym trzymają dziewczynkę, po drodze obezwładniając naukowców. Udaje im się ją zabrać. Wsiadają do wielkiej pancernej ciężarówki i odjeżdżają. Nie udaje im się daleko uciec. Gdy tylko wyjeżdżają na drogę, pnącą się pod górę, zostają zaatakowani przez jeden z policyjnych pojazdów. Następuje eksplozja po której ich samochód wypada z drogi i spada. Mężczyźni chcą żeby dziewczynka odleciała i sama się uratowała, jednak ona nie pozwala na to i trzyma jednego z nich za ręce. Cała trójka wraz z samochodem spada.
Następuje powrót do sceny odnalezienia dziewczynki oraz jej uratowania. Znowu widać jak samochód jest atakowany i spada, tym razem okazuje się, że pojazd potrafi latać dzięki dodatkowym silnikom odrzutowym. Odlatując jak najszybciej bohaterowie uderzają w budynek. Nic im nie jest i wybiegają z niego w pośpiechu. Mężczyźni jadą samotnie kabrioletem przez wiejską drogę. Okolica którą przemierzają to opustoszałe miasteczko które widać było na samym początku. Jeden z mężczyzn pomaga aniołowi wzlecieć. Dziewczynka unosi się w przestworza i znika wśród chmur.

## O filmie
Film nawiązuje do wybuchu reaktora w Czarnobylu w roku 1986, który skaził wówczas duży obszar, zmuszając ludzi tam mieszkających do ucieczki oraz przesiedlenia się. Dwójka policjantów wydaje się być odwzorowaniem Chage i Aski, muzyków wykonujących tę piosenkę.